# Gäddsjön (Graninge socken, Ångermanland)
Gäddsjön är en sjö i Sollefteå kommun i Ångermanland och ingår i Indalsälvens huvudavrinningsområde. Sjön har en area på 0,205 kvadratkilometer och ligger 327,5 meter över havet. Sjön avvattnas av vattendraget Gäddsjöån.

## Delavrinningsområde
Gäddsjön ingår i det delavrinningsområde (697820-157610) som SMHI kallar för Mynnar i Mjällån. Medelhöjden är 322 meter över havet och ytan är 17,04 kvadratkilometer. Det finns inga avrinningsområden uppströms utan avrinningsområdet är högsta punkten. Gäddsjöån som avvattnar avrinningsområdet har biflödesordning 4, vilket innebär att vattnet flödar genom totalt 4 vattendrag innan det når havet efter 61 kilometer. Avrinningsområdet består mestadels av skog (88 procent). Avrinningsområdet har 0,28 kvadratkilometer vattenytor vilket ger det en sjöprocent på 1,6 procent.